# Љубиша Валић
Љубиша Валић (Пожаревац, 1873. – Женева, 1950.) био je српски ратни уметник, фотограф и сниматељ.
Валић је студирао сликарство на Академији ликовних уметности у Бечу од 1901. до 1903. и на Акдемији Паризу (École des Beaux-Arts, 1903–1904). Био је власник и уредник листова Нови век (1901), Телеграф (1904), Ловорика (1905) и Српска култура (1914).
Радио као наставник у српској гимназији у Скопљу од 1908. до 1909. и као фоторепортер Вечерњих новости, Илустроване Недеље и Илустрованог Малог журнала у којима је објављивао своје цртеже и фотографије које је снимио током Балканских ратова.
1914. ступио је у Дринску дивизију Српске војске и истовремено са Владимиром Бецићем постављен за ратног уметника, фотографа и сниматеља. Рани ратни материјал који је снимао изгубљен је у Француској 1914. године, али је списак наслова тема и забележених догађаја сачуван у Војном музеју Војске Србије у Београду. Фотографије које су он и други снимили током Првог светског рата цењени су због велике историјске и документарне вредности. Поред ратних фотографија, направио је бројне цртеже и скице.
У августу 1916. године је са још двојицом фотографа, Драгишом М. Стојадиновићем и Михаилом Ј. Михаиловићем, послат у Рим да набави сликарски и вајарски материјал за своје колеге ратне уметнике који су били смештени у Солуну пре пробоја Солунског фронта. Из Италије се Валић пребацио у Швајцарску. Настањен у Женеви, Валић је цртеже и скице из свог портфолија користио као моделе за своје велике слике уља на платну које се баве мукотрпним проласком српске војске кроз Проклетије у Албанској голготи 1915.
У Народној библиотеци Србије чува се више његових црно-белих разгледница објављених у Женеви:
- Прво савезничко брашно у Драчу;
- Ђенерал Гојковић укрцава аустријске заробљенике у Драчу;
- Прелаз Тимочке војске на Љум Кули;
- Српска комора у драчком пристаништу;
- Укрцавање избеглица у „Арменију" у Драчу.

## Дело

### Илустроване књиге:
- Свечани долазак војске и откривање Карађорђевог споменика 11. августа 1913. године у Београду, Београд 1913;
- Повратак српских победника, Београд 1913;
- Доживљаји наредника Миладина, Женева 1917;
- Занимљиви тренуци из рата, Женева 1917;

### Слике:
- На мосту у Љум Кули;
- Побеђени и победилац;
- У Албанији;
- Србија победници Француској;
- Женева, престоница света – у славу Друштва народа.